# Rodriguais

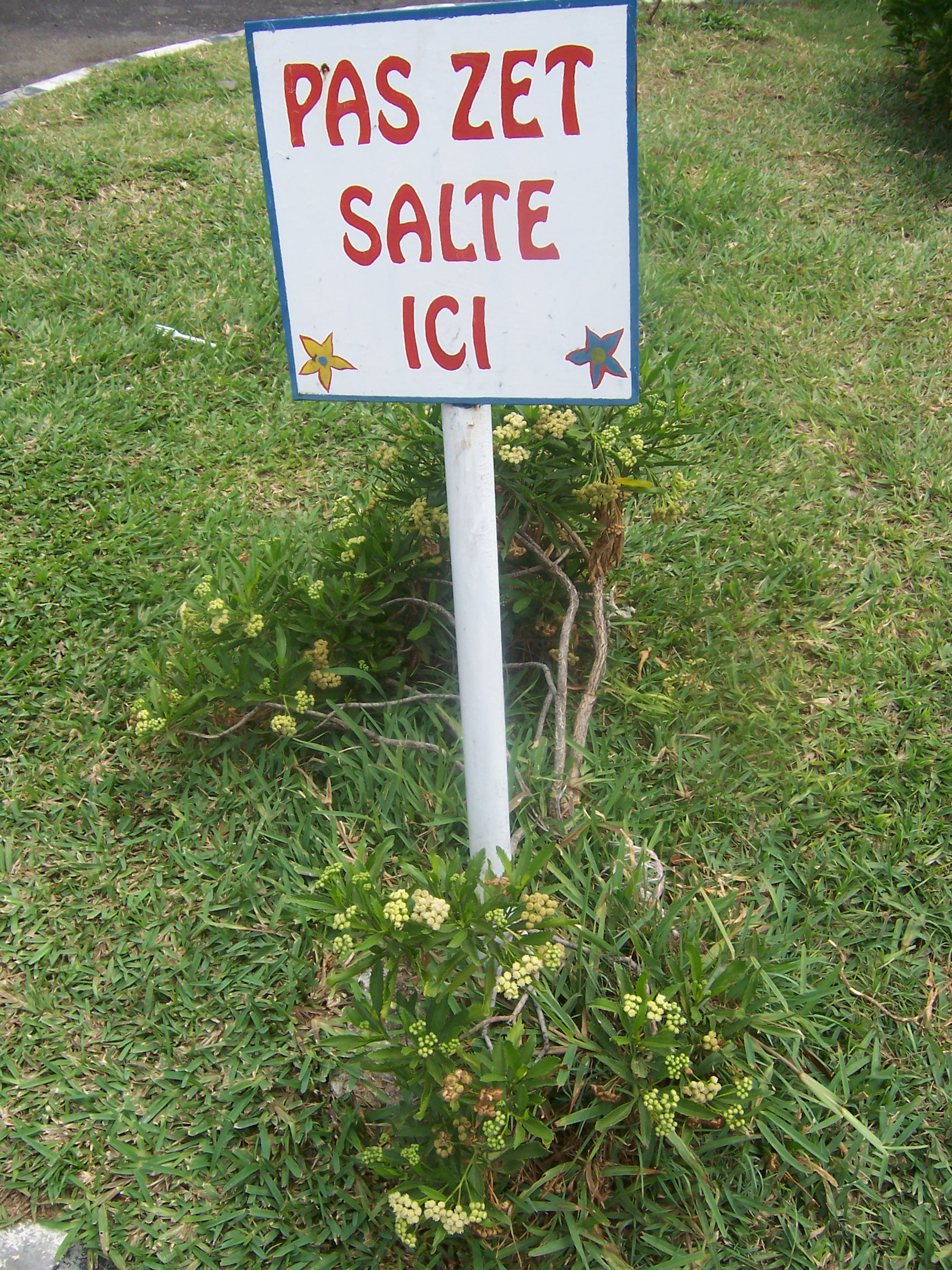
Schild auf Rodriguais

Rodriguais ist eine französisch-basierte Kreolsprache, die auf der politisch zu Mauritius gehörenden Insel Rodrigues im Indischen Ozean gesprochen wird. Manchmal wird es auch als Dialekt des auf Mauritius gesprochenen Morisyen betrachtet.
Amtssprache auf Rodrigues ist Englisch, darüber hinaus wird dort auch Französisch gesprochen.